# روث رايلي
روث رايلي (بالإنجليزية: Ruth Riley)‏ مواليد 28 أغسطس 1979 في رانسوم، هي لاعبة كرة سلة أمريكية معتزلة بدأت مسيرتها الاحترافية في سنة 2001. شاركت في دورة الألعاب الأولمبية الصيفية سنة 2004. اعتزلت اللعب في 2014. فازت بلقب دوري المحترفات.

## المسيرة الاحترافية
لعبت مع ديترويت شوك من سنة 2003 إلى 2006، ثم لعبت مع سان أنطونيو ستارز من سنة 2007 إلى 2011، ثم لعبت مع شيكاغو سكاي في سنة 2012، ثم لعبت مع أتلانتا دريم في موسم 2013–2014.

## روابط خارجية
- روث رايلي على موقع الاتحاد الدولي لكرة السلة (الإنجليزية)
- روث رايلي على موقع الاتحاد الوطني لكرة السلة النسائية (الإنجليزية)
- روث رايلي على موقع كرة السلة الأوروبية.كوم (الإنجليزية)
- روث رايلي على موقع كلية كرة السلة في سبورتس رفرنس.كوم (الإنجليزية)
- روث رايلي على موقع بروبوليرز (الإنجليزية)
- روث رايلي على موقع قاعة مشاهير كرة السلة للسيدات (الإنجليزية)
- روث رايلي على موقع سبورتس رفرنس (الإنجليزية)
- روث رايلي على موقع سبورتس رفرنس (الإنجليزية)
- روث رايلي على موقع أوليمبيديا (الإنجليزية)